# Hope Bowdler
Hope Bowdler är en civil parish i Storbritannien.   Den ligger i grevskapet Shropshire i riksdelen England, i den södra delen av landet, 210 km nordväst om huvudstaden London.